# Antena 3 CNN
Pour les articles homonymes, voir Antena 3 (homonymie).
Antena 3 CNN est une chaîne de télévision d’information internationale roumaine lancée en 2005. Elle est détenue par la société Antena 3 S.A., qui fait partie du groupe Intact Media Group. Les émissions proposées concernent l'information dans le domaine social, politique, mais constitue également un média d'entreprise . Son directeur général est Mihai Gâdea. Antena 3 est la seule chaîne d'information roumaine affiliée de CNN International .